# Денисов, Николай Николаевич (футболист)
Николай Николаевич Денисов (род. 9 августа 1929, Дятлово, Рязанская область, СССР) — советский футболист, вратарь. Мастер спорта СССР (1953).

## Биография
Учился в школе № 140, Москва (1938—1945), в мае 1943 — феврале 1945 работал на заводе № 28 электромонтером, мастером в магазине военных головных уборов (октябрь 1946 — август 1948).
Выступал за команды «Трехгорка» Москва (1946, юноши), «Спартак» Воронеж (1947), «Спартак» Ленинград (1948). В чемпионате СССР выступал за ленинградские «Динамо» (1950—1953, 22 матча) и «Зенит» (1954—1956, 15 матчей, 24 пропущенных гола). В первой половине 1954 года был в «Трудовых резервах». Завершил карьеру в 1957 году в «Пищевике» Калининград.